# Digitaal Erfgoed Nederland
DEN Kennisinstituut cultuur & digitale transformatie (voorheen Digitaal Erfgoed Nederland) is een stichting die professionals in de erfgoedbeherende en cultuurproducerende sector inspireert en ondersteunt om de kansen van digitale transformatie optimaal te benutten. Het is een in 1999 opgerichte stichting zonder winstoogmerk, gehuisvest in Den Haag. Zij ontvangt subsidie van het ministerie van OCW.
Samen met culturele instellingen werkt DEN aan het digitaal vaardig en toekomstbestendig maken van de sector. Het kennisinstituut draagt bij aan de professionalisering van de cultuurinstellingen door bij de kennisontwikkeling steeds het publiek centraal te stellen. Zo werkt het onder meer nauw samen met het Netwerk Digitaal Erfgoed en Europeana.
Het kennisinstituut publiceert over uiteenlopende thema’s die te maken hebben met digitale cultuur. Onderwerpen als auteursrechten bij het beschikbaar stellen van digitale cultuur, nieuwe businessmodellen en waarde-creatie, de rol van digitale transformatie bij culturele organisaties voor bijvoorbeeld publieksbereik, inclusie en educatie, samenwerkingsvormen bij het ontwikkelen van online of hybride cultuuraanbod, fondsenwerving etc. worden op de website uitgediept in artikelen en verhalen uit de praktijk. 
Naast workshops en andere online en offline bijeenkomsten voor deskundigheidsbevordering, biedt DEN in de DEN Academie strategische en operationele kennis aan over de mogelijkheden van de digitale transformatie in de cultuursector.